# Geometria entortada
Em Matemática e Física, e em particular geometria diferencial e relatividade geral, uma geometria entortada é uma Variedade de Riemann ou uma Variedade de Lorentz cujo tensor métrico pode ser descrito da seguinte forma:
{\displaystyle ds^{2}\,=g_{ab}(y)dy^{a}dy^{b}+f(y)g_{ij}(x)dx^{i}dx^{j}}
Observe que a geometria quase se decompõe em um Produto Cartesiano da geometria {\displaystyle y} e da geometria {\displaystyle x} - exceto que a parte {\displaystyle x} é entortada, i.e., é reescalada por uma função escalar de outra coordenada {\displaystyle y}. Devido a esta razão, a métrica de uma geometria entortada é geralmente denominada "métrica de produto entortado".
Geometrias Entortadas são úteis em separação de variáveis e que podem ser utilizadas ao resolver equações diferenciais parciais sobre elas.

## Exemplos
Geometrias entortadas adquirem seu significado completo quando substituímos a variável {\displaystyle y} por {\displaystyle t}, tempo, e {\displaystyle x} para {\displaystyle s}, espaço. Então o fator {\displaystyle d(y)} da dimensão espacial se torna o efeito do tempo que nas palavras de Einstein 'curva o espaço'. Como o espaço é curvado irá definir uma ou outra solução para um mundo espaço-tempo. Por esta razão, modelos diferentes do espaço-tempo utilizam geometrias entortadas. Muitas soluções básicas das Equações de campo de Einstein são geometrias entortadas, por exemplo, a Solução de Schwarzschild e a Métrica de Friedman-Lemaître-Robertson-Walker.
As geometrias entortadas também são a chave para os blocos fundamentais dos modelos de Randall-Sundrum em Física de Partículas.